# 14. BAFTA-gála
A 14. BAFTA-gálát 1961-ben tartották, melynek keretében a Brit film- és televíziós akadémia az 1960. év legjobb filmjeit és alkotóit díjazta.

## Díjazottak és jelöltek
(a díjazottak félkövérrel vannak jelölve)

### Legjobb film
Legénylakás

 Szombat este és vasárnap éjjel
- The Angry Silence
- A kaland
- Az édes élet
- Elmer Gantry
- Szerelmem, Hirosima
- Aki szelet vet
- Szeressünk!
- Vasárnap soha
- A fekete Orfeusz
- Négyszáz csapás
- New York árnyai
- Spartacus
- Orfeusz végrendelete
- Oscar Wilde tárgyalásai
- A dicsőség hangjai

### Legjobb elsőfilmes
Albert Finney – Szombat este és vasárnap éjjel
- Lelia Goldoni – New York árnyai
- Jean-Pierre Léaud – Négyszáz csapás
- George Peppard – Haza a dombról
- Joan Plowright – A komédiás
- Anthony Ray – New York árnyai
- Billie Whitelaw – Hell Is a City

### Legjobb brit főszereplő
Peter Finch – Oscar Wilde tárgyalásai
- Richard Attenborough – The Angry Silence
- Albert Finney – Szombat este és vasárnap éjjel
- John Fraser – Oscar Wilde tárgyalásai
- Alec Guinness – A dicsőség hangjai
- John Mills – A dicsőség hangjai
- Laurence Olivier – A komédiás

### Legjobb brit női főszereplő
Rachel Roberts – Szombat este és vasárnap éjjel
- Wendy Hiller – Sons and Lovers
- Hayley Mills – Pollyanna

### Legjobb külföldi férfi főszereplő
Jack Lemmon – Legénylakás
- George Hamilton – Crime and Punishment, USA
- Burt Lancaster – Elmer Gantry
- Fredric March – Aki szelet vet
- Yves Montand – Szeressünk!
- Spencer Tracy – Aki szelet vet

### Legjobb külföldi női főszereplő
Shirley MacLaine – Legénylakás
- Pier Angeli – The Angry Silence
- Melina Mercouri – Vasárnap soha
- Emmanuelle Riva – Szerelmem, Hirosima
- Jean Simmons – Elmer Gantry
- Monica Vitti – A kaland

### Legjobb forgatókönyv
The Angry Silence – Bryan Forbes
- A nap, amikor kirabolták az Angol Bankot – Howard Clewes
- A komédiás – John Osborne, Nigel Kneale
- Hell Is a City – Val Guest
- Bankrablók klubja – Bryan Forbes
- The Millionairess – Wolf Mankowitz
- Szombat este és vasárnap éjjel – Alan Sillitoe
- A Touch of Larceny – Roger MacDougall, Guy Hamilton, Ivan Foxwell
- Oscar Wilde tárgyalásai – Ken Hughes
- A dicsőség hangjai – James Kennaway

### Legjobb animációs film
Universe
- The Interview
- Piccolo

### Legjobb rövidfilm
High Journey
- Return To Life
- Seawards The Great Ships

### Legjobb speciális film
Dispute
- Heroic Days
- Outline Of Detergency

### Egyesült Nemzetek-díj az ENSZ Alapokmányának egy vagy több elvét bemutató filmnek
Szerelmem, Hirosima
- Sötétség és köd
- Return to Life
- New York árnyai
- Unseen Enemies